# Jixing (sockenhuvudort i Kina, Heilongjiang Sheng, lat 46,01, long 127,91)
Jixing (kinesiska: 吉兴, 吉兴乡) är en sockenhuvudort i Kina. Den ligger i provinsen Heilongjiang, i den nordöstra delen av landet, omkring 100 kilometer öster om provinshuvudstaden Harbin. Antalet invånare är 24 981. Befolkningen består av 12 233 kvinnor och 12 748 män. Barn under 15 år utgör 13,0 %, vuxna 15-64 år 80 %, och äldre över 65 år 5,0 %.
Runt Jixing är det ganska tätbefolkat, med 144 invånare per kvadratkilometer. Närmaste större samhälle är Mulan, 11,7 km sydost om Jixing. Trakten runt Jixing består till största delen av jordbruksmark.
Genomsnittlig årsnederbörd är 853 millimeter. Den regnigaste månaden är juli, med i genomsnitt 166 mm nederbörd, och den torraste är januari, med 10 mm nederbörd.